# Нурія Ройг
Нурія Ройг (ісп. Núria Roig; нар. 19 квітня 1984) — колишня іспанська тенісистка.
Найвищу одиночну позицію світового рейтингу — 292 місце досягла 4 жовтня 2004, парну — 322 місце — 9 травня 2005 року.
Здобула 1 одиночний та 6 парних титулів.

## Фінали ITF
| Турніри $25,000 |
| Турніри $10,000 |

### Одиночний розряд (1–4)
| Результат | Ранг | Дата              | Місце                           | Покриття | Суперниця               | Рахунок            |
| --------- | ---- | ----------------- | ------------------------------- | -------- | ----------------------- | ------------------ |
| Поразка   | 1.   | 28 лютого 2004    | Гран-Канарія, Іспанія           | Ґрунт    | Лаура Поус Тіо          | 7–5, 2–6, 6–7(3–7) |
| Поразка   | 2.   | 28 березня 2004   | Ельда, Іспанія                  | Ґрунт    | Роміна Опранді          | 2–6, 3–6           |
| Поразка   | 3.   | 23 травня 2004    | Санта-Крус-де-Тенерифе, Іспанія | Тверде   | Марта Фрага             | 5–7, 2–6           |
| Поразка   | 4.   | 18 вересня 2005   | Льєйда, Іспанія                 | Ґрунт    | Олена Чалова            | 2–6, 6–3, 6–7(1–7) |
| Перемога  | 1.   | 13 листопада 2005 | Майорка, Іспанія                | Ґрунт    | Естрелья Кабеса Кандела | 6–3, 6–3           |

### Парний розряд (6–5)
| Результат | Ранг | Дата              | Місце                       | Покриття | Партнерка               | Суперниці                                          | Рахунок            |
| --------- | ---- | ----------------- | --------------------------- | -------- | ----------------------- | -------------------------------------------------- | ------------------ |
| Перемога  | 1.   | 9 вересня 2001    | Мольєрусса, Іспанія         | Тверде   | Гелена Бешович          | Марія Хосе Санчес Алаєто Марія Пілар Санчес Алаєто | 7–6(7–2), 6–3      |
| Поразка   | 1.   | 8 вересня 2002    | Мольєрусса, Іспанія         | Тверде   | Лаура Вальверду-Сайра   | Кільдін Шевальє Кароліне Анн Базу                  | 3–6, 6–3, 6–7(5–7) |
| Поразка   | 2.   | 23 листопада 2003 | Барселона, Іспанія          | Ґрунт    | Юлія Вакуленко          | Марта Фрага Адріана Гонсалес-Пеньяс                | 3–6, 3–6           |
| Поразка   | 3.   | 19 березня 2005   | Фуертевентура, Іспанія      | Килим    | Astrid Waernes          | Аннетте Кольб Лаура Цельдер                        | 2–6, 6–4, 1–6      |
| Поразка   | 4.   | 30 квітня 2005    | Торрент (Валенсія), Іспанія | Ґрунт    | Габріела Веласко Андреу | Сара Еррані Паула Гарсія                           | 7–6(7–5), 4–6, 2–6 |
| Перемога  | 2.   | 8 липня 2005      | Гечо, Іспанія               | Ґрунт    | Естрелья Кабеса Кандела | Anna Gil Mares Tara Wigan                          | 6–1, 6–0           |
| Перемога  | 3.   | 3 вересня 2005    | Мольєрусса, Іспанія         | Тверде   | Ларісса Карвальйо       | Anna Boada-Plade Llorens Ребека Боу Ногейро        | 6–0, 6–1           |
| Перемога  | 4.   | 17 вересня 2005   | Льєйда, Іспанія             | Ґрунт    | Анна Фонт               | Marlene Ryan Melissa Ryan                          | 6–2, 6–2           |
| Перемога  | 5.   | 11 лютого 2006    | Майорка, Іспанія            | Ґрунт    | Естрелья Кабеса Кандела | Eleonora Iannozzi Стелла Менна                     | 3–6, 6–3, 6–1      |
| Поразка   | 5.   | 18 лютого 2006    | Майорка, Іспанія            | Ґрунт    | Естрелья Кабеса Кандела | Марта Фрага Лаура Торп                             | 4–6, 5–7           |
| Перемога  | 6.   | 25 березня 2006   | Сабадель, Іспанія           | Ґрунт    | Естрелья Кабеса Кандела | Марта Фрага Марія Хосе Мартінес Санчес             | 6–1, 6–1           |